# Muflová pec

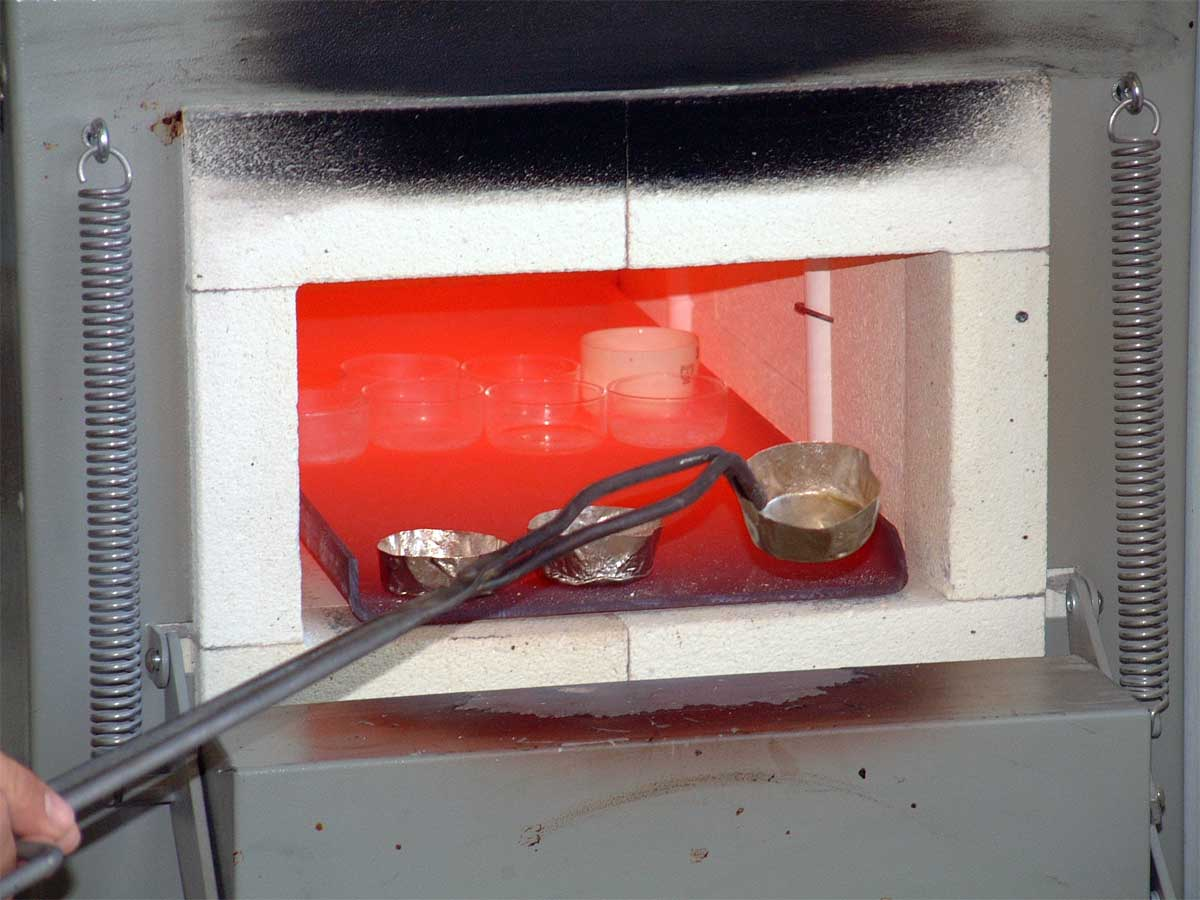
Muflová pec k určování minerálních látek

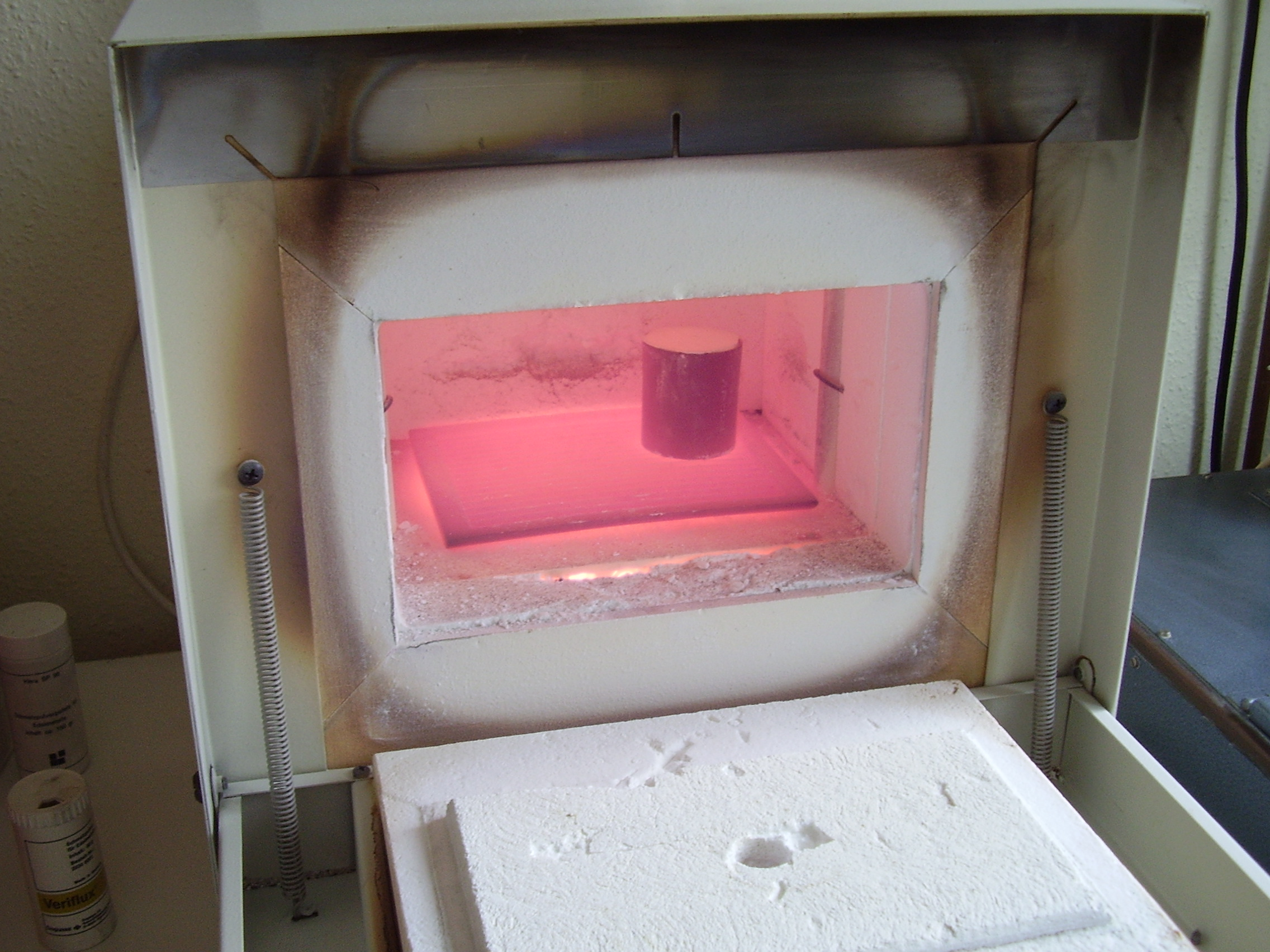
Muflová pec užívaná pro stomatologické odlévání zlata

Muflová pec (anglicky Muffle furnace) je pec, ve které je tepelný zdroj oddělen od spalovací komory – tepelně odolné vložky. Vložka (mufle) obvykle sestává ze šamotu. Pec slouží k tepelnému zpracování kovů a jejich slitin nebo pro přípravu a rafinaci kovů. Používá se také pro spalování průmyslových odpadů, které jsou tekuté (kašovité, pastovité) nebo odpadů, které mění během spalování své skupenství. Příkladem takových odpadů jsou odpady ze zdravotnictví.
V muflové peci se nepoužívají rošty, ale ke spalování dochází na podlaze pece v keramické nístěji. V muflových pecích se spaluje většinou při teplotách v rozmezí přibližně 900 °C až 1500 °C. 
Muflové pece jsou rovněž konstruovány pro laboratorní účely a lze se s nimi setkat třeba ve školních nebo zubních laboratořích. Použití mají také v keramickém a sklářském průmyslu.